# Istituto Henri-Poincaré
L'Istituto Henri Poincaré (IHP) è un istituto di ricerca in matematica sito nel V arrondissement di Parigi, sulla collina di Sainte-Geneviève, prossimo a numerosi altri istituti universitari come l'École Normale Supérieure (ENS) e ad alcune parti del Collège de France. Amministrativamente opera come una "école interne" dell'Università Paris VI: Pierre et Marie Curie, in associazione con il Centre national de la recherche scientifique (CNRS).

## Storia
Subito dopo la prima guerra mondiale, i matematici Émile Borel in Francia e George Birkhoff negli Stati Uniti convinsero gli sponsor francesi e americani (Edmond de Rothschild e la Fondazione Rockefeller, rispettivamente)  a finanziare la costruzione di un centro per conferenze e scambi internazionali di matematica e fisica teorica. L'Istituto è stato inaugurato il 17 novembre 1928 e prende il nome dal matematico francese Henri Poincaré (1854-1912).
Fin dall'inizio, l'obiettivo dell'istituto è stato quello di promuovere la fisica matematica, e divenne ben presto un luogo di incontro preferito per la comunità scientifica francese. Nel 1990, l'IHP è diventato un istituto tematico sul modello del Mathematical Sciences Research Institute di Berkeley (MSRI) e un luogo per il contatto, lo scambio e la diffusione delle conoscenze.

## Direttori dell'Istituto Henri Poincaré
- 1928-1948: Émile Borel
- 1949-1975: Paul Montel
- 1975-1984: Charles Pisot
- 1984-1985: Pierre Lelong
- 1986-1987: Bernard Teissier
- 1988-1989: Jacques Stern
- 1990-1994: Pierre Grisvard
- 1994-1995: Joseph Oesterlé
- 1999-2008: Michel Broué
- 2009-2017: Cédric Villani
- 2018-oggi: Sylvie Benzoni